# Mark Blount
Pour les articles homonymes, voir Blount.
Mark D. Blount, né le 30 novembre 1975 à Yonkers, New York, est un joueur américain de basket-ball ayant évolué notamment en NBA au poste de pivot.